# Hideo Gosha
Hideo Gosha (Gosha Hideo, 26 de febrero de 1929 – 30 de agosto de 1992) fue un director de cine japonés.
Nacido en Arasaka, Prefectura de Tokio, Gosha se graduó de la secundaria y sirvió a la Armada Imperial durante la Segunda Guerra Mundial. Después de ganarse un título en negocios en la Universidad de Meiji, se unió a Nippon Televisión como reportero en 1953. 
En 1957 se mudó a la recién fundada Fuji Televisión y ascendió a productor y director. 
Uno de sus shows de televisión, el chambara Sanbiki no samurái, impresionó tanto a los directores del estudio Shochiku que le ofrecieron la oportunidad de adaptarlo a un largometraje en 1964. Tras el éxito financiero de esta película, dirigió una serie de películas chambara igual de exitosas durante fines de la década de los 60. Sus dos mejores éxitos de este periodo fueron Goyokin y Hitokiri (también conocido como Tenchu!), ambas estrenadas en 1969 y ambas consideradas dos de las mejores en el género chambara.
Durante la década de los 70 Gosha abandonó por completo el género chambara y dirigió sus energías hacia el género de yakuzas.
Para inicios de los 80, Gosha comenzó a hacer películas históricas que presentaban a prostitutas como protagonistas que fueron aclamadas por la crítica por su realismo, violencia, y su sexualidad abierta. Y fueron criticadas por estas mismas razones, pero igualmente fueron éxitos en taquilla. En 1984 fue premiado con el galardón de Premio de la Academia de Japón al Director del Año por The Geisha.

## Filmografía
- 1964 Sanbiki no samurai
- 1965 Sword of the Beast
- 1966 Cash Calls Hell
- 1966 The Secret of the Urn
- 1966 Samurai Wolf
- 1967 Samurai Wolf II
- 1969 Goyokin
- 1969 Hitokiri (aka Tenchu)
- 1971 The Wolves
- 1974 Violent Streets
- 1978 Bandits vs. Samurai Squadron
- 1979 Hunter in the Dark
- 1982 Onimasa
- 1983 The Geisha
- 1984 Fireflies in the North
- 1985 Oar/Kai
- 1985 Tracked/Usugesho
- 1986 Death Shadows
- 1986 The Yakuza Wives
- 1987 Tokyo Bordello
- 1988 Carmen 1945
- 1989 226/Four Days of Snow and Blood
- 1991 Kagero
- 1992 The Oil-Hell Murder